# Jean Fous
Jean Fous, né le 9 avril 1901 à Paris et mort le 29 mai 1971 à L'Union près de Toulouse, est un peintre naïf français. 

## Biographie
Le jeune Jean Fous apprend le métier de son père, encadreur, mais ne poursuit pas longtemps dans cette voie. 
Après différents métiers et un long séjour dans le Midi, il revient à Paris, dans le quartier Saint-Sulpice. Sous l'impulsion d'Anatole Jakovsky, rencontré en 1943, il commence à peindre  en prenant un sujet qu'il connaît intimement les marchés aux Puces parisiens. Il expose une première fois en 1944 une vingtaine de tableaux sur ce thème. Durant l'automne 1970, peu de temps avant sa mort, Jean Fous écrit son autobiographie.

## Principales expositions
- 1944, Exposition particulière, Paris, Galerie Le Dragon, Les Marchés aux puces.
- 1945, Exposition particulière, Paris, Galerie Médicis, Les Marchés aux puces.
- 1945, Galerie du Bac,  Peintres autodidactes[4].
- 1958, Exposition particulière, Paris, Galerie Robert Prouté, Le peintre de Paris, des marchés aux Puces et de la banlieue.
- 1964, exposition de groupe, Paris, Galerie Charpentier, Primitifs d'aujourd'hui.